# Aventures sur l'île Lego
Aventures sur l'île Lego (Lego Island) est un jeu vidéo d'action-aventure dérivé du jeu de construction Lego détenu par The Lego Group, sorti le 26 septembre 1997 sur PC,. Il est suivi de L'Île Lego 2 : La Revanche de Casbrick, sorti le 30 mars 2001.

## Système de jeu

### Personnages jouables
Il y a cinq personnages jouables : 
- Nick Brick, un policier
- Laura Brick, une policière
- Mama Brickolini, pizzaiolo
- Papa Brickolini, pizzaiolo
- Pepper Roni

Leur noms sont formés avec le mot brick, qui signifie en anglais brique, puisque les Lego sont formés de petites briques à assembler.
Certains noms de personnages tels que celui de Pepper et de Nick sont aussi adaptés dans les dialogues par Paprika et Lucas respectivement.

## Accueil
- PC Jeux, 1997 : 70 %[4]
- Feibel.de, 1998 : 80 %[2]